# Планула

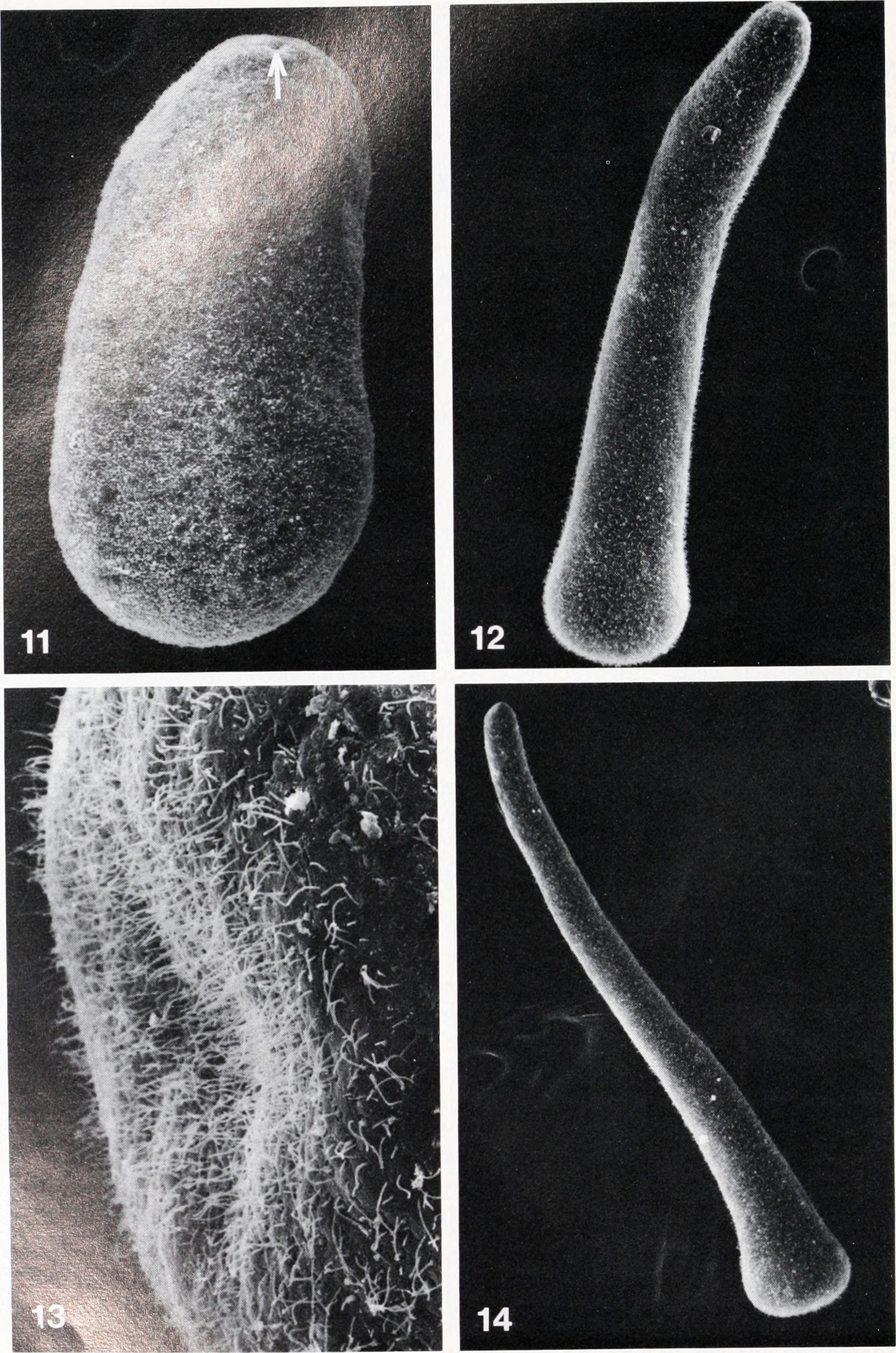
Планулы на различных этапах своего развития

Планула (от лат. planus — плоский) — личиночная стадия в жизненном цикле кишечнополостных (в том числе медуз). Это организм овальной формы, величиной до 1—1,5 мм, с закругленным передним концом и двусторонней симметрией.
Планула представляет собой организм, составленный двумя типами клеток: наружный покров (эктодерму) образуют плоские клетки с ресничками, благодаря биению которых личинка движется в толще воды; внутри планулы находится масса менее дифференцированных клеток (энтодерма), которые окружают зачаточную кишечную полость.
Планулы могут иметь ротовое отверстие и прибегать к самостоятельному питанию (как у коралловых полипов), или не иметь рта и не питаться (как в классе Гидроидные).

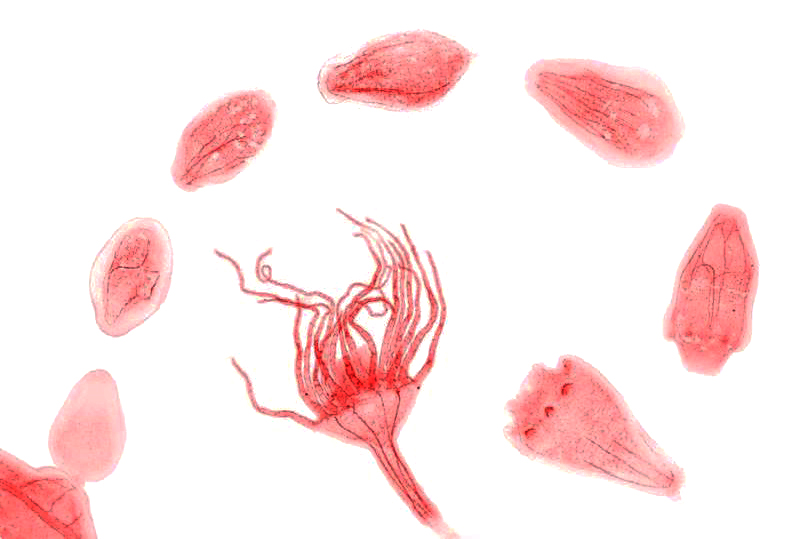
Трансформация планулы медузы Cassopeia xamachana

Благодаря планктонному образу жизни, а также способности к активному передвижению, планулы играют значительную роль в расселении своего вида, особенно в случаях, когда в жизненном цикле данного вида нет других подвижных форм (Anthozoa, некоторые Hydrozoa). Период жизни планул может колебаться у разных видов от нескольких часов до 15—20 суток. После периода активного плавания планула оседает на дно и развивается в полип, или в медузу (у тех таксонов, где стадия полипа в жизненном цикле редуцирована).
У некоторых видов (например, в классе Сцифоидные) планулы после образования из оплодотворенного яйца могут не вести свободный образ жизни, а оставаться прикрепленными к материнской особи медузы.
В ряде случаев (например, в отряде Наркомедузы класса Гидроидные) планулы способны к бесполому размножению путём почкования, но обычно каждая планула дает начало только одному взрослому организму (медузы или полипа).